# Vương Đan
Vương Đan (sinh ngày 26 tháng 2 năm 1969) là một nhà lãnh đạo cho các phong trào dân chủ ở Trung Quốc và là một trong những người lãnh đạo tiêu biểu đại diện nhóm sinh viên trong cuộc biểu tình ở Quảng trường Thiên An Môn vào năm 1989. Ông có bằng Tiến sĩ lịch sử tại Đại học Harvard, từ tháng 8 năm 2009 đến tháng 2 năm 2010. Ông dạy lịch sử xuyên eo biển tại Đại học Quốc gia Chengchi của Đài Loan với tư cách thỉnh giảng. Sau đó, ông chuyển công tác và đến giảng dạy tại Đại học Quốc lập Thanh Hoa (Đài Loan) cho đến năm 2015.
Bên cạnh việc tiến hành nghiên cứu về lịch sử, Vương còn tích cực thúc đẩy tự do và dân chủ tại Trung Quốc. Hiện, ông đang sinh sống tại Hoa Kỳ và khắp thế giới để thu hút sự ủng hộ từ các cộng đồng Hoa kiều cũng như từ công chúng. Ông cũng là bạn của các nhà hoạt động dân chủ khác như Wang Juntao và Liu Gang.

## Tiểu sử
Vương Đan sinh năm 1969. Ông là một sinh viên đam mê các hoạt động chính trị tại khoa lịch sử của Đại học Bắc Kinh. Khi tham gia vào các phong trào sinh viên, ông đã tham gia vào các phong trào này với tư cách là đại diện của Đại học Bắc Kinh. Kết quả, sau khi cuộc biểu tình tại Thiên An Môn diễn ra, ông ngay lập tức trở thành "kẻ bị truy nã gắt gao nhất" trong danh sách 21 kẻ đào tẩu được ban hành. Vương đã lẫn trốn nhưng đã bị bắt vào ngày 2 tháng 7 cùng năm, kết án 4 năm tù vào năm 1991. Sau khi được tạm tha vào năm 1993, ông tiếp tục viết công khai (xuất bản các ấn phẩm bên ngoài Trung Quốc đại lục) và bị bắt trở lại vào năm 1995. Đến năm 1991, ông đã bị kết án 11 năm tù với tội danh âm mưu lật đổ Đảng Cộng sản Trung Quốc. Tuy nhiên, ông đã được trả sự do sớm và bị đày sang Hoa Kỳ.
Khi sang Hoa Kỳ, Vương tiếp tục học đại học tại Đại học Harvard năm 1998 và hoàn thành bằng thạc sĩ về lịch sử Đông Á vào năm 2001 và bằng Tiến sĩ vào năm 2008. Ông cũng đã thực hiện nghiên cứu về sự phát triển dân chủ ở Đài Loan tại Đại học Oxford năm 2009. Hiện ông là chủ tịch của Hiệp hội Cải cách Hiến pháp Trung Quốc, một Hiệp hội do ông tự sáng lập.
Vương đã được phỏng vấn và xuất hiện trong bộ phim tài liệu Cuộc đàn áp Bắc Kinh và bộ phim Di chuyển ngọn núi, về các cuộc biểu tình ở Quảng trường Thiên An Môn. Ông cũng là nhân vật nổi bật trong cuốn sách Gần như là một cuộc cách mạng của Shen Tong.
Ông đã bị cấm đặt chân lên Trung Quốc đại lục sau khi hộ chiếu hết hạn vào năm 2003. Ông đã cố gắng đến thăm Hồng Kông vào năm 2004, nhưng bị từ chối. Vào thời điểm đó, ông được Liên minh Hồng Kông ủng hộ các phong trào dân chủ yêu nước của Trung Quốc mời nói chuyện về chính trị trước lễ kỷ niệm 15 năm Sự kiện Thiên An Môn. Do ảnh hưởng của một cơn bão, Vương cuối cùng cũng đã hạ cánh xuống Hồng Kông lần đầu tiên, mặc dù ông bị giới hạn trong khu vực hạn chế của sân bay vì không có thị thực Hồng Kông.

## Bị bắt và tống giam
Sau cuộc đàn áp các cuộc biểu tình của Quân đội Giải phóng Nhân dân, Vương Đan đã được đưa vào danh sách 21 "kẻ bị truy nã gắt gao nhất" của cuộc biểu tình. Vương đã bị bắt giam vào ngày 2 tháng 7 năm 1989, ông đã trải qua gần hai năm bị giam giữ trước khi đưa ra xét xử vào năm 1991. Vương đã bị buộc tội truyền bá và kích động tuyên truyền phản cách mạng. Ông đã bị kết án 4 năm tù; một bản án tương đối nhẹ so với các tù nhân chính trị khác ở Trung Quốc vào thời điểm này. Bản án này được do là do: chính phủ không biết phải làm gì với số lượng lớn sinh viên và cảm thấy áp lực do sự nổi tiếng của họ. Trong khi bị giam giữ, Vương đã ở hai năm tù tại Nhà tù Tần Thành, một nơi được biết đến với số lượng tù nhân chính trị cao.
Vương được trả tự do vào năm 1993, chỉ vài tháng trước khi mãn hạn tù. Bản thân Vương Đan cho rằng việc ông được trả tự do sớm có thể là do việc Trung Quốc lần đầu tiên đăng cai tổ chức Thế vận hội khi chính phủ nước này đã thả ông và 19 tù nhân chính trị khác chỉ một tháng trước khi Ủy ban Olympic Quốc tế đến thăm. Gần như ngay sau khi được trả tự do vào năm 1993, Vương bắt đầu thúc đẩy dân chủ ở Trung Quốc và liên lạc với các nhà hoạt động chính trị lưu vong ở Hoa Kỳ. Ông tiếp tục bị bắt lần thứ hai vào tháng 5 năm 1995, hai tháng sau cuộc phỏng vấn với tạp chí định kỳ chống Cộng mùa Xuân Bắc Kinh, Hoa Kỳ. Trong cuộc phỏng vấn này, ông tuyên bố: "Chúng ta nên vạch ra một con đường mới và cống hiến hết mình để xây dựng một xã hội dân sự thông qua việc tập trung nỗ lực vào các phong trào xã hội chứ không phải các phong trào chính trị, tự giác giữ khoảng cách với quyền lực chính trị và các cơ quan chính trị" (tài liệu 3). Vương đã bị giam giữ 17 tháng trước khi bị kết tội "âm mưu lật đổ chính quyền" và bị kết án 11 năm tù.
Thay vì chấp hành toàn bộ bản án, ông được trả tự do vào năm 1998 với "lý do y tế" và được đưa ngay đến Hoa Kỳ, tại đây ông được kiểm tra tại bệnh viện và nhanh chóng thả tự do ở Hoa Kỳ với tư cách là một nhà hoạt động chính trị lưu vong. Việc ông được trả tự do và chuyển đến Hoa Kỳ là một thỏa thuận giữa Hoa Kỳ và Trung Quốc, theo đó Hoa Kỳ phủ quyết với nghị quyết chỉ trích Trung Quốc tại Ủy ban Nhân quyền Liên Hợp Quốc và đổi lại, Trung Quốc thả các tù nhân chính trị như Vương.

## Lưu vong tại Hoa Kỳ
Không lâu sau khi Vương đến Hoa Kỳ, ông lại bắt đầu chỉ trích chính phủ Trung Quốc. Vương tin rằng Đảng Cộng sản Trung Quốc phải thay đổi đường lối, và trong một cuộc phỏng vấn với tờ báo The Weekly Standard của Hoa Kỳ, ông nói: "Chìa khóa của nền dân chủ ở Trung Quốc là sự độc lập. Đất nước của tôi cần những trí thức độc lập, các chủ thể kinh tế độc lập và tinh thần độc lập". Vương đã nhận bằng Tiến sĩ tại Đại học Harvard năm 2008, và tiếp tục tích cực tham gia đấu tranh cho sự thay đổi ở Trung Quốc. Hai trong số các tác phẩm của ông bao gồm: "20 năm sau Thiên An Môn" xem xét sự thay đổi kinh tế đã ảnh hưởng đến người dân Trung Quốc như thế nào và chứa đựng những gợi ý về những thay đổi xã hội và nhân quyền.

## Hoạt động liên quan giáo dục
Vương đã tiếp tục hoạt động trong những năm sau khi được trả tự do từ Trung Quốc. Ông đã xuất bản các bài báo như "Tái thiết Trung Quốc với lệnh ân xá cho Thế vận hội" và "20 năm sau Thiên An Môn" cũng như trả lời những buổi phỏng vấn công khai. Trong lúc ở Hoa Kỳ, ông đã theo học tại Đại học Harvard và lấy bằng lịch sử tại đó. Trong những năm sau đó, Vương cũng đã trở thành chủ tịch Hiệp hội Cải cách Hiến pháp Trung Quốc do ông sáng lập.
Từ năm 2010 đến năm 2015, Vương đã dạy lịch sử Cộng hòa Nhân dân Trung Hoa tại Đại học Quốc lập Thanh Hoa ở Tân Trúc, Đài Loan. Khi ông đang dạy một lớp vào tháng 11 năm 2010 thì đã có một phụ nữ mang dao vào phòng, định đâm ông nhưng thất bại. Vương cho rằng "đây là lần đầu tiên bản thân phải đối mặt với việc bị mưu sát". Người phụ nữ đã bị cáo buộc đã theo dõi Vương trong ba năm.
Theo một bài báo bằng tiếng Trung của Đài Á châu Tự do, kể từ tháng 7 năm 2009, ông có một trang Facebook sử dụng để liên lạc với những người ở Trung Quốc đại lục. Vương cũng là thành viên của ban cố vấn WikiLeaks và Ban cố vấn của Ủy ban vì Tự do ở Hồng Kông (CFHK).

## BịZoomchặn
Vào ngày 3 tháng 6 năm 2020, một sự kiện do Vương Đan tổ chức trên Zoom ở Hoa Kỳ đã bị gián đoạn với lý do là tài khoản Zoom của ông đã bị chặn. Sau đó, các nhà lập pháp Hoa Kỳ đã yêu cầu Zoom Video Communications làm rõ mối quan hệ của công ty này với chính phủ Trung Quốc về quyền tự do ngôn luận. Zoom đã xin lỗi, giải thích rằng công ty đã cảm thấy quan ngại với các yêu cầu từ Trung Quốc về việc chặn, nhưng họ xác nhận sẽ không lặp lại hành vi chặn này bên ngoài Trung Quốc.